# Batalhas de Lexington e Concord
As Batalhas de Lexington e Concord foram os primeiros confrontos da Guerra da Independência dos Estados Unidos da América. As batalhas tiveram lugar a 19 de abril de 1775, no Condado de Middlesex (Massachusetts), Província da Baía de Massachusetts, nas cidades de Lexington, Concord, Lincoln, Menotomy e Cambridge, perto de Boston. As batalhas marcaram o início das lutas armadas no Reino da Grã-Bretanha e as suas Treze Colónias no  continente norte-americano.

## Histórico
Cerca de 700 tropas regulares do Exército britânico, lideradas pelo tenente-coronel Francis Smith, receberam ordens secretas para capturar e destruir as provisões militares que eram guardadas pela milícia de Massachusetts em Concord. Com a ajuda da espionagem, os patriotas coloniais souberam, semanas antes da expedição britânica, que as suas provisões estavam em risco, e moveram-nas para outros locais. Pelas informações recolhidas, descobriram dos planos britânicos para a noite anterior à batalha, e rapidamente deram essa notícia às milícias da zona.
Os primeiros disparos foram efetuados ao nascer do sol Lexington. A milícia estava em desvantagem numérica e acabou por recuar, com as tropas regulares a seguir para Concord, onde procuraram pelas provisões. Na Old North Bridge, em Concord, cerca de 500 milícias combateram e derrotaram três companhias das tropas britânicas. Em desvantagem, as tropas regulares fugiram dos minutemen depois de uma batalha combinada em terreno aberto.
Pouco depois, chegaram mais milícias que infligiram pesadas baixas nas forças regulares, à medida que iam retirando para Boston. Após regressar para Lexington, a expedição de Smith foi salva por reforços liderados pelo brigadeiro-general Hugh Percy. A força combinada, agora de 1700 homens, marchou para Boston debaixo de fogo pesado, numa retirada táctica, chegando à segurança da cidade de Charlestown. As milícias que se iam juntando na região, bloquearam o acesso por terra a Charlestown e Boston, dando início ao Cerco de Boston.
Ralph Waldo Emerson, no seu "Concord Hymn", descreve o primeiro tiro disparado pelos patriotas em North Bridge como "um tiro ouvido 'por todo o mundo'".